# Letham, Angus
Letham är en ort i Storbritannien.   Den ligger i kommunen Angus och riksdelen Skottland, i den norra delen av landet, 600 km norr om huvudstaden London. Letham ligger 134 meter över havet och antalet invånare är 1 591.
Terrängen runt Letham är platt. Runt Letham är det ganska glesbefolkat, med 48 invånare per kvadratkilometer. Närmaste större samhälle är Forfar, 8,1 km väster om Letham. Trakten runt Letham består till största delen av jordbruksmark.